# Trophée T2C des Muletiers
Le Trophée T2C des Muletiers est une compétition de course à pied de montagne organisée par l'ASCTC (Association sportive et culturelle des traminots clermontois) qui se déroule habituellement le 1er dimanche de septembre de chaque année et dont le but est d'atteindre la plateforme sommitale du Puy de Dôme depuis le col de Ceyssat. C'est une épreuve de type contre-la-montre : chaque compétiteur effectue le parcours chronométré individuellement.
Épreuve phare dans la région, elle a accueilli de nombreux coureurs internationaux français au cours de ses éditions.

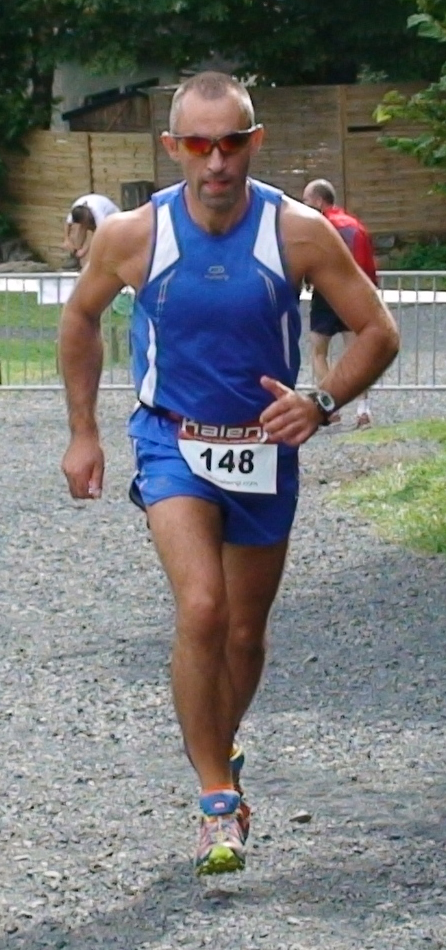
Coureur n°148 au départ du Trophée des Muletiers 2011

D'une longueur de 2,29 km pour 365 mètres de dénivelé et offrant donc une pente moyenne de 16 %, le chemin des Muletiers serpente sur les flancs du « Géant des Dômes », offrant d'immenses panoramas.
Cette épreuve attire chaque année des centaines de participants.
Le record de l’épreuve, établi en 2024 par l’international français de course en montagne, Quentin Meyleu, en 10 minutes et 42 secondes.
Le record féminin est réalisé par Constance Parrot, en 2019, avec une marque à 14 minutes et 02 secondes.
| Edition | Date | Hommes                                                            | Hommes                                                            | Hommes                                                            | Femmes                                                            | Femmes                                                            | Femmes                                                            |
| ------- | ---- | ----------------------------------------------------------------- | ----------------------------------------------------------------- | ----------------------------------------------------------------- | ----------------------------------------------------------------- | ----------------------------------------------------------------- | ----------------------------------------------------------------- |
|         |      | Rang                                                              | Athlète                                                           | Temps                                                             | Rang                                                              | Athlète                                                           | Temps                                                             |
| 20e     | 2011 | 1er                                                               | Timothée Bommier                                                  | 11 min 43 s                                                       | 1re                                                               | Gisele Camilleri                                                  | 15 min 38 s                                                       |
| 21e     | 2012 | 1er                                                               | Timothée Bommier                                                  | 11 min 22 s                                                       | 1re                                                               | Sandrine Suc                                                      | 16 min 23 s                                                       |
| 22e     | 2013 | 1er                                                               | Ivan Bizet                                                        | 11 min 20 s                                                       | 1re                                                               | Gisele Camilleri                                                  | 16 min 07 s                                                       |
| 23e     | 2014 | 1er                                                               | Timothée Bommier                                                  | 10 min 54 s                                                       | 1re                                                               | Adélaïde Pantheon                                                 | 14 min 57 s                                                       |
| 24e     | 2015 | 1er                                                               | Timothée Bommier                                                  | 11 min 07 s                                                       | 1re                                                               | Sandrine Suc                                                      | 16 min 07 s                                                       |
| 25e     | 2016 | 1er                                                               | Timothée Bommier                                                  | 11 min 28 s                                                       | 1re                                                               | Julie Benoit                                                      | 16 min 22s                                                        |
| 26e     | 2017 | 1er                                                               | Timothée Bommier                                                  | 11 min 16 s                                                       | 1re                                                               | Aurélie Imarre                                                    | 15 min 38 s                                                       |
| 27e     | 2018 | 1er                                                               | Damien Gras                                                       | 11 min 11 s                                                       | 1re                                                               | Laure Paradan                                                     | 14 min 32 s                                                       |
| 28e     | 2019 | 1er                                                               | Damien Gras                                                       | 11 min 03 s                                                       | 1re                                                               | Constance Parrot                                                  | 14 min 02 s — record                                              |
| —       | 2020 | Édition annulée en raison de la pandémie de maladie à coronavirus | Édition annulée en raison de la pandémie de maladie à coronavirus | Édition annulée en raison de la pandémie de maladie à coronavirus | Édition annulée en raison de la pandémie de maladie à coronavirus | Édition annulée en raison de la pandémie de maladie à coronavirus | Édition annulée en raison de la pandémie de maladie à coronavirus |
| —       | 2021 | Édition annulée en raison de la pandémie de maladie à coronavirus | Édition annulée en raison de la pandémie de maladie à coronavirus | Édition annulée en raison de la pandémie de maladie à coronavirus | Édition annulée en raison de la pandémie de maladie à coronavirus | Édition annulée en raison de la pandémie de maladie à coronavirus | Édition annulée en raison de la pandémie de maladie à coronavirus |
| 29e     | 2022 | 1er                                                               | Quentin Meyleu                                                    | 10 min 58 s                                                       | 1re                                                               | Pauline Trocellier                                                | 14 min 28 s                                                       |
| 30e     | 2023 | 1er                                                               | Boris Orlhac                                                      | 11 min 47 s                                                       | 1re                                                               | Pauline Trocellier                                                | 14 min 36 s                                                       |
| 31e     | 2024 | 1er                                                               | Quentin Meyleu                                                    | 10 min 42 s —record                                               | 1re                                                               | Laure Paradan                                                     | 15 min 19 s                                                       |